# Петър Хубчев
Петър Кънчев Хубчев е български футболист, национален състезател, треньор и спортно-технически директор.

## Биография
Петър Хубчев е роден е на 26 февруари 1964 г. в с. Гложене, Тетевенско. Завършва Средно спортно училище „Асен Драганов“ (Ловеч). Включва се в местния футболен отбор „Осъм“ и записва 250 мача за тима от Ловеч.
През 1989 г. е продаден на столичния Левски, където играе до 1993 г. С новия си отбор печели две купи на страната (1991) и (1992), шампион през (1992/1993) и играе през есента на шампионския сезон (1993/1994). През 1993 г. е избран за Футболист № 2 на България. За Левски има 125 мача в българския шампионат, 29 мача и 2 гола за купата на страната и 9 мача в евротурнирите (4 за КЕШ, 4 за КНК и 1 за УЕФА).
Първият му мач в националния отбор на България е на 25 април 1984 г. срещу Гърция. Утвърждава се на поста централен защитник. Петър Хубчев е твърд титуляр в защитата на българския национален тим, с който завоюва бронзов медал на Световното първенство в САЩ през 1994 г. (играе в 7 мача). През 1996 г. участва на Европейското първенство в Англия (в 2 мача). Последният му мач за националния тим е на 1 септември 1996 г. срещу Израел (1:2) в Тел Авив. Общо е изиграл 35 мача и е вкарал 1 гол.
През 1993 г. е привлечен в германския отбор „Хамбургер“, с който участва в първенството на „Бундеслига“ и носи капитанската лента на отбора. През 1997 г. преминава в друг немски тим Айнтрахт (Франкфурт), където завършва и кариерата си на футболист. В Първа Бундеслига на Германия изиграва общо 128 мача и отбелязва 5 гола. Във Втора Бундеслига записва 44 мача и 2 отбелязани гола.
На 38-годишна възраст е помощник-треньор на „Айнтрахт“ (Франкфурт), а след това старши треньор на младежката формация. През 2002 г. е помощник-треньор на българския национален отбор, начело на който тогава е Пламен Марков. Отборът се класира за Европейското първенство в Португалия през 2004 г., след като печели безапелационно първото място в квалификационната си група след само една загуба в последния мач, оставяйки след себе си отбори като Хърватско и Белгия. На Европейското България претърпява провал след три поредни загуби и последното място в предварителната група, след което старши треньорът Марков е заменен от легендата на българския футбол Христо Стоичков. Хубчев остава помощник-треньор, а в началото на 2005 г. съвместява тази длъжност с поста на старши треньор в Славия (София). Треньор на „Волфсбург“ 2- и отбор (2008), „Черноморец-Поморие“ (2009). През лятото на 2011 г. поема Ботев (Пловдив). От 2012 година е спортно-технически директор и старши треньор на ПФК Берое (Стара Загора). На 07.04.2016 г. ръководството на ПФК Берое обявява, че договорът на Хубчев с клуба е прекратен. Това се случва ден след домакинската загуба на Берое с 0:2 от ЦСКА в първи полуфинал за Купата на България. В края на лятото на 2016 г. Петър Хубчев е назначен за треньор на националния отбор на България.
- Избран за футболист на века в Ловеч след анкета между местните журналисти и спортни дейци.
- Удостоен със званието Почетен гражданин на Ловеч на 14 юли 1994 г. „За постигнат изключителен успех на световно първенство по футбол в САЩ през 1994 г.“.
- Удостоен със званието Почетен гражданин на Стара Загора на 26 септември 2013 г. Под ръководството на Хубчев през годината Берое печели Купата на България и Суперкупата на България и записа ново участие в Европейските клубни турнири.[1]

## Статистика по сезони
- ФК Осъм – 1981/82 – „Б“ РФГ, 12 мача/0 гола
- ФК Осъм – 1982/83 – „Б“ РФГ, 17/1
- ФК Осъм – 1983/84 – „Б“ РФГ, 32/2
- ФК Осъм – 1984/85 – „Б“ РФГ, 39/4
- ФК Осъм – 1985/86 – „Б“ РФГ, 37/3
- ФК Осъм – 1986/87 – „Б“ РФГ, 38/5
- ФК Осъм – 1987/88 – „Б“ РФГ, 37/5
- ФК Осъм – 1988/89 – „Б“ РФГ, 38/6
- Левски – 1989/90 – „А“ РФГ, 27/0
- Левски – 1990/91 – „А“ РФГ, 27/1
- Левски – 1991/92 – „А“ РФГ, 29/2
- Левски – 1992/93 – „А“ РФГ, 29/1
- Левски – 1993/ес. - „А“ РФГ, 13/1
- Хамбургер – 1994/пр. - Първа Бундеслига, 13/0
- Хамбургер – 1994/95 – Първа Бундеслига, 28/2
- Хамбургер – 1995/96 – Първа Бундеслига, 21/1
- Хамбургер – 1996/ес. - Първа Бундеслига, 3/0
- Айнтрахт Франкфурт – 1997/пр. - Втора Бундеслига, 12/0
- Айнтрахт Франкфурт – 1997/98 – Втора Бундеслига, 32/2
- Айнтрахт Франкфурт – 1998/99 – Първа Бундеслига, 27/1
- Айнтрахт Франкфурт – 1999/00 – Първа Бундеслига, 18/1
- Айнтрахт Франкфурт – 2000/01 – Първа Бундеслига, 18/0
- Айнтрахт Франкфурт – 2000/01 – Първа Бундеслига, 18/0
- Италия Енкхайм – 2004/пр. - Бециркслига Франкфурт (VII), 16/1
- Италия Енкхайм – 2006/пр. - Бециркс-Оберлига Франкфурт (VI), 12/1

## Петър Хубчев начело на Берое
- А група
  - 7-о място А група 2012/13
  - 8-о място А група 2013/14 (втора седмица)
  - 2-ро място А група 2014/15 (първа шестица)
  - 82 мача, 42 победи, 18 равенства, 22 загуби, г.р. 115 – 71
- Купа на България
  - Носител на трофея: 1 път (2012/13)
  - Осминафиналист: 2 пъти (2013/14; 2014/15)
  - 16 мача, 11 победи, 3 равенства, 2 загуби, г.р. 33:13
- Суперкупа на България
  - Носител на трофея: 1 път (2013)
  - 1 мач, 1 равенство, г.р. 1:1
- Лига Европа
  - Втори квалификационен кръг (2013/14)
    - 2 мача, 1 равенство, 1 загуба, г.р. 3:6

  - Баланс
    - 101 мача, 53 победи, 23 равенства, 25 загуби, г.р. 152 – 91

Данните са до 4 април 2015 г.